# 9784 Yotsubashi
9784 Yotsubashi eller 1994 YJ1 är en asteroid i huvudbältet som upptäcktes den 31 december 1994 av den japanska astronomen Takao Kobayashi vid Ōizumi-observatoriet. Den är uppkallad efter den astronomiska observatoriet Yotsubashi.
Asteroiden har en diameter på ungefär 10 kilometer och den tillhör asteroidgruppen Padua.